# Darwinova noční můra
Darwinova noční můra je dokumentární film z roku 2004 režírovaný Hubertem Sauperem.

## Obsah
Tento dokumentární film diskutuje dopady chovu nilského okouna ve Viktoriině jezeře v Africe. Film má obrovskou šíři záběru a zabývá se řadou fenoménů, které se po jeho zhlédnutí jeví jako provázané a vzájemně související: od rozpadu biologického ekosystému v jezeře přes analýzu ekonomického ekosystému, který zahrnuje zahraniční investice do továren na zpracování ryb, ruská nákladní letadla používaná k přepravě zpracovaných ryb do Evropy až po rozpad sociálního ekosystému místních obyvatel, který zahrnuje konzumaci odpadků z rybích továren, prostituci a drogovou závislost mezi dětmi. Film navíc neustále nastiňuje otázku, co daná nákladní letadla vozí opačným směrem: neuvádí žádný přímý důkaz, ale naznačuje, že by opačným směrem do Afriky mohly nejspíš proudit zbraně. Hlavním poselstvím filmu je pak prosté konstatování, že zatímco v Tanzanii, ve které byl natočen, jsou trvale ohroženy hladomorem asi dva milióny obyvatel, tak množství Evropanů, kteří konzumují výrobky místních továren na zpracování ryb, je možné odhadnout také zhruba na dva milióny.